# Provinz Gaza
Die Provinz Gaza liegt im Südosten Mosambiks.

## Geographie

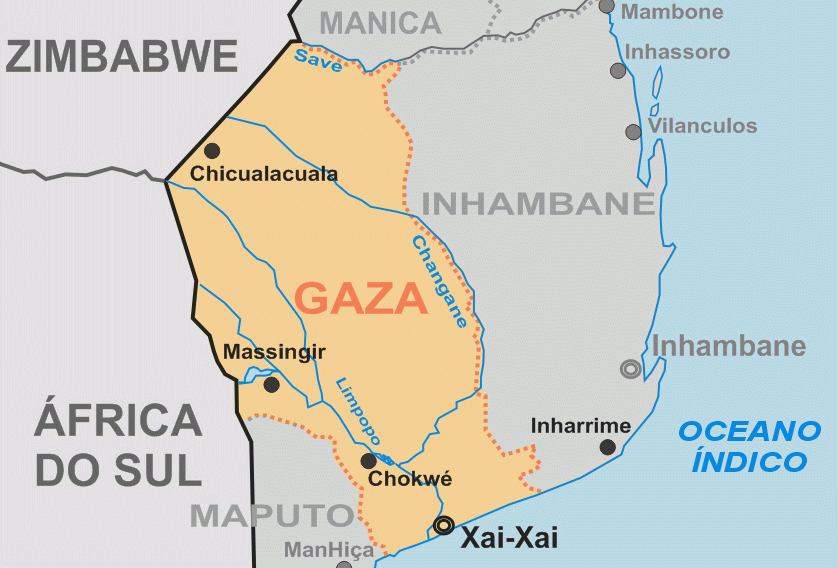
Die Provinz Gaza

Gaza hat eine Fläche von 75.709 km². Nördlich liegt die Provinz Manica, östlich die Provinz Inhambane und südlich die Provinz Maputo. Im Südosten liegt die Straße von Mosambik. Im Westen grenzt Gaza an das Nachbarland Südafrika und im Nordwesten an Simbabwe. Die Hauptstadt der Provinz Gaza ist Xai-Xai mit 116.343 Einwohnern (2007). Weitere Orte sind Chókwè, Massingir und Chicualacuala (1956–1976 Malvérnia, später Vila Eduardo Mondlane).
Durch die Provinz fließen der Limpopo und sein Nebenfluss Changane sowie der Shingwedzi. Den Grenzfluss zu Manica bildet der Save.

## Administrative Gliederung
Gaza ist in elf Distrikte unterteilt (Stand: Dezember 2022):
- Bilene
- Chibuto
- Chicualacuala
- Chigubo
- Chókwè
- Guijá
- Mabalane
- Manjacaze
- Massagena
- Massingir
- Xai-Xai (seit etwa 2020 distrito do Limpopo)[4]

## Geschichte

### Königreich Gaza
Das Königreich Gaza war das letzte Bantukönigreich der Region unter den Shangaan-Häuptlingen. Es wurde 1895 von den Portugiesen besetzt, der letzte Häuptling Gungunhana wurde deportiert.

### Geschichte seit 1954
Die Geschichte der heutigen Provinz begann 1954 in kolonialer Zeit durch Aufteilung des südlichen Distriktes Sul do Save in die drei Distrikte Gaza, Inhambane und Lourenço Marques (heute Provinz Maputo). Die Distrikte wurden 1978 umbenannt in Provinzen.

## Bevölkerung
Gaza hat 1.422.460  Einwohner (Zensus 2017) und wird überwiegend von Tsonga bewohnt.